# Iain Glen
Iain Alan Sutherland Glen (Edimburgo, 24 de junio de 1961), conocido como Iain Glen, es un actor escocés de cine, televisión y teatro, conocido por interpretar a Jorah Mormont en Game of Thrones, popular serie televisiva de la cadena HBO.

## Biografía
Iain Glen nació en Edimburgo, Escocia, y se educó en la Edinburgh Academy, un colegio independiente para varones (ahora mixto) en Edimburgo. Asistió a la Universidad de Aberdeen y se capacitó en la prestigiosa escuela Royal Academy of Dramatic Art, donde ganó la Brancroft Gold Medal.

## Trayectoria
En 1990 ganó el Oso de Plata a la mejor interpretación masculina en la 40.ª edición del Festival Internacional de Cine de Berlín por su papel en la película Silent Scream.
El 20 de agosto de 2009 se anunció que Glen encarnaría a Ser Jorah Mormont en la serie de televisión Juego de Tronos de la cadena HBO (2011-2019), basada en la serie literaria Canción de Hielo y Fuego, del escritor George R. R. Martin.
En 2010, apareció en televisión como el Padre Octavio, líder de una secta de clérigos que se enfrentaban en una misión contra los Ángeles Llorosos en El tiempo de los Ángeles, un arco argumental de dos episodios que forma parte de la quinta temporada de Doctor Who. Apareció también en la segunda temporada de Downton Abbey como Sir Richard Carlisle, un editor sensacionalista quien era pretendiente y posteriormente prometido de Lady Mary.
Entre 2012 y 2013 dio vida a Paul en la serie drama Prisoners' Wives de la BBC.
En la serie de Netflix “Titanes”, interpreta a Bruce Wayne (a) Batman.
En 2020, se estrenó el film británico Los niños de Windermere (The Windermere Children), del director Michael Samuels
Iain Glen tuvo un papel destacado en esta película coral.

## Vida personal
Es el hermano menor del director de teatro Hamish Glen.[cita requerida]
En 1993, Iain contrajo matrimonio con la actriz Susannah Harker; al año siguiente, tuvieron a su primer hijo, Finlay Glen. Unos años después, en el 2004, la pareja se divorció. En el 2005 comenzó a salir con la actriz Charlotte Emmerson, y en 2007 nació su primera hija, Mary Glen. En 2012, nació su segunda hija, Juliet.[cita requerida]

## Filmografía

### Cine
| Año  | Título                                | Papel                   | Notas        |
| ---- | ------------------------------------- | ----------------------- | ------------ |
| 1988 | Gorilas en la niebla                  | Brendan                 |              |
| 1988 | Paris by Night                        | Wallace Sharp           |              |
| 1990 | Las montañas de la luna               | John Hanning Speke      |              |
| 1990 | Fools of Fortune                      | Willie Quinton          |              |
| 1990 | Rosencrantz y Guildenstern han muerto | Hamlet                  |              |
| 1990 | Silent Scream                         | Larry Winters           |              |
| 1991 | 30 Door Key (Ferdydurke)              | Joey                    |              |
| 1993 | The Young Americans                   | Edward Foster           |              |
| 1998 | Mararía                               | Bertrand                |              |
| 2000 | Paranoid                              | Stan                    |              |
| 2000 | Beautiful Creatures                   | Tony                    |              |
| 2001 | Lara Croft: Tomb Raider               | Manfred Powell          |              |
| 2001 | Gabriel & Me                          | Padre                   |              |
| 2002 | The Soul Keeper                       | Dr. Carl Gustav Jung    |              |
| 2002 | Oscuridad                             | Mark                    |              |
| 2003 | Song for a Raggy Boy                  | Hermano John            |              |
| 2003 | Spy Sorge                             | Richard Sorge           |              |
| 2004 | Resident Evil: Apocalipsis            | Dr. Alexander Isaacs    |              |
| 2005 | Man to Man                            | Alexander Auchinleck    |              |
| 2005 | El Reino de los Cielos                | Ricardo Corazón de León |              |
| 2005 | Tara Road                             | Danny                   |              |
| 2005 | Vagabond Shoes                        | Alec Murray             | Cortometraje |
| 2006 | Small Engine Repair                   | Doug                    |              |
| 2007 | La última legión                      | Orestes                 |              |
| 2007 | Mrs. Ratcliffe's Revolution           | Frank Ratcliffe         |              |
| 2007 | Resident Evil: extinción              | Dr. Alexander Isaacs    |              |
| 2008 | Slapper                               | Red/Michael Simmons     |              |
| 2009 | The Case of Unfaithful Klara          | Denis                   |              |
| 2009 | Harry Brown                           | S. I. Childs            |              |
| 2009 | La papisa                             | Sacerdote               |              |
| 2011 | La dama de hierro                     | Alfred Roberts          |              |
| 2013 | Kick-Ass 2                            | Tío Ralph               |              |
| 2015 | Eye in the Sky                        | James Willett           |              |
| 2017 | Resident Evil: The Final Chapter      | Dr. Alexander Isaacs    |              |
| 2019 | The Flood                             | Philip                  |              |
| 2021 | The Colony                            | Gibson                  |              |
| 2022 | The Lost Girls                        | Capitán Garfio          |              |
| 2024 | What About Love                       | Freddy Maguire          |              |

### Series de televisión
| Año         | Título                         | Papel                  | Notas                                           |
| ----------- | ------------------------------ | ---------------------- | ----------------------------------------------- |
| 1986        | Taggart                        | Scott Adair            | Episodio: "Knife Edge"                          |
| 1988        | The Fear                       | Carl Galton            | 5 episodios                                     |
| 1986-1989   | Screen Two                     | Varios papeles         | 3 episodios                                     |
| 1992        | Adam Bede                      | Adam Bede              | Película de televisión                          |
| 1992        | Frankie's House                | Tim Page               | Película de televisión                          |
| 1992        | Screen One                     | Cmdr. Powell           | Episodio: "Black and Blue"                      |
| 1993        | Missus                         | Padre Pietro Salviati  | Película de televisión                          |
| 1996        | Death of a Salesman            | Biff                   | Película de televisión                          |
| 1997        | Painted Lady                   | Sebastian Stafford     | Película de televisión                          |
| 1998        | Trial & Retribution            | Damon Morton           | 2 episodios                                     |
| 1999        | Esposas e hijas                | Sr. Preston            | 4 episodios                                     |
| 2000        | The Wyvern Mystery             | Charles Fairfield      | Película de televisión                          |
| 2000        | Glasgow Kiss                   | Stuart Morrison        | 6 episodios                                     |
| 2000        | Anchor Me                      | Nathan Carter          | Película de televisión                          |
| 2002        | Impact                         | Marcus Hodge           | Película de televisión                          |
| 2002        | Coronation Street              | Mick Hopwood           | 1 episodio                                      |
| 2003        | Carla                          | Daniel                 | Película de televisión                          |
| 2005        | Las aventuras de David Balfour | Alan Breck             | Película de televisión                          |
| 2007        | The Relief of Belsen           | James Johnston         | Película de televisión                          |
| 2007        | Starting Over                  | Gregor Dewhurst        | Película de televisión                          |
| 2008        | City of Vice                   | John Fielding          | 5 episodios                                     |
| 2009        | The Diary of Anne Frank        | Otto Frank             | 5 episodios                                     |
| 2009        | Law & Order: UK                | Luke Slade             | 1 episodio: "Unsafe"                            |
| 2009        | Into the Storm                 | Rey Jorge VI           | Película de televisión                          |
| 2010        | The Guards                     | Jack Taylor            | Película de televisión                          |
| 2010        | Masterpiece Theatre            | Otto Frank             | 1 Episodio                                      |
| 2010        | Doctor Who                     | Octavian               | 2 episodios                                     |
| 2010        | Spooks                         | Vaughan Edwards        | 8 episodios                                     |
| 2011        | Downton Abbey                  | Sir Richard Carlisle   | 6 episodios                                     |
| 2011        | The Pikemen                    | Jack Taylor            | Película de televisión                          |
| 2011        | The Magdalen Martyrs           | Jack Taylor            | Película de televisión                          |
| 2011        | Strike Back: Project Dawn      | Crawford               | 2 episodios                                     |
| 2012        | Henry IV, Part II              | Conde de Warwick       | Película de televisión                          |
| 2012        | Haven                          | Roland Holloway        | Episodio 3x06: "Real Estate"                    |
| 2012-2013   | Prisoners' Wives               | Paul                   | 10 episodios                                    |
| 2013        | Ripper Street                  | Coronel Madoc Faulkner | Episodio: "The Weight of One Man's Heart"       |
| 2013        | The Dramatist                  | Jack Taylor            | Película de televisión                          |
| 2013        | The Priest                     | Jack Taylor            | Película de televisión                          |
| 2013        | Borgia                         | Girolamo Savonarola    | 2 episodios                                     |
| 2013        | Agatha Christie's Poirot       | Dr. David Willoughby   | Episodio: "Elephants Can Remember"              |
| 2014        | The Red Tent                   | Jacob                  | 2 episodios                                     |
| 2011- 2019  | Juego de tronos                | Jorah Mormont          | 52 episodios                                    |
| 2016 - 2017 | Cleverman                      | Jarrod Slade           | 12 episodios - miniserie                        |
| 2016 - 2018 | Delicious                      | Leo Vincent            | 8 episodios                                     |
| 2018        | Mrs. Wilson                    | Alec Wilson            | 3 episodios - miniserie                         |
| 2019        | Titans                         | Bruce Wayne            | personaje recurrente (temporada 2), serie de TV |
| 2023        | Silo                           | Dr. Pete Nichols       | 5 episodios                                     |

### Teatro
| Año  | Obra                     | Personaje    | Director (a) | Teatro                 | Notas               |
| ---- | ------------------------ | ------------ | ------------ | ---------------------- | ------------------- |
| 2010 | Ghosts                   | -            | -            | Duchess Theatre        | -                   |
| 2009 | Separate Tables          | -            | -            | -                      | -                   |
| 2008 | Scenes From a Marriage   | -            | Trevor Nunn  | Belgrade Theatre       | -                   |
| 2006 | The Crucible             | John Proctor | -            | Teatro Gielgud         | -                   |
| 2005 | Hedda Gabler             | -            | -            | Duke Of York's Theatre | -                   |
| 2003 | The Seagull              | -            | -            | -                      | -                   |
| 2002 | A Streetcar Named Desire | -            | -            | National Theatre       | junto a Glenn Close |
| 1998 | The Blue Room            | -            | -            | -                      | -                   |
| 1996 | Martin Guerre            | -            | -            | -                      | -                   |
| 1994 | The Broken Heart         | -            | -            | -                      | -                   |

## Premios y nominaciones
| Año  | Categoría                                                | Premio                              | Serie/Película/Obra                                     | Resultado |
| ---- | -------------------------------------------------------- | ----------------------------------- | ------------------------------------------------------- | --------- |
| 2013 | Outstanding Performance by an Ensemble in a Drama Series | Screen Actors Guild Award           | Downton Abbey                                           | Ganó      |
| 2012 | Outstanding Performance by an Ensemble in a Drama Series | Screen Actors Guild Award           | Game of Thrones                                         | Nominado  |
| 2007 | Best Actor in a Play                                     | Laurence Olivier Award              | The Crucible                                            | Nominado  |
| 1999 | Best Actor                                               | Laurence Olivier Award              | The Blue Room                                           | Nominado  |
| 1997 | Best Actor in a Musical                                  | Laurence Olivier Award              | Martin Guerre                                           | Nominado  |
| 1991 | Best Actor                                               | Evening Standard British Film Award | Mountains of the Moon, Fools of Fortune & Silent Scream | Ganó      |
| 1990 | Best Acting Performance                                  | Silver Berlin Bear Award            | Silent Scream                                           | Ganó      |